# Leptopezella spinosa
Leptopezella spinosa är en tvåvingeart som beskrevs av Sinclair och Meg S. Cumming 2007. Leptopezella spinosa ingår i släktet Leptopezella och familjen puckeldansflugor.
Artens utbredningsområde är Tasmanien. Inga underarter finns listade i Catalogue of Life.